# キキコミ
キキコミは2007年11月9日からニフティの動画ポータルサイト「@nifty動画」で配信でされていたネットドラマ。監督・脚本は西田征史、主演は加藤夏希。西田征史にとって、本作は初監督作品となる。
ニフティがインターネット配信用のコンテンツとして製作した初のオリジナルショートシネマ（全12話、1話約5分）。  
2007年11月9日に1～5話が配信され、以降毎週金曜日に1話ずつ12話まで更新された。 
当初は無料で配信されたが、2008年2月4日から1・2話を除き有料となる。  
2008年8月29日にポニーキャニオンからDVDでリリースされた。

## ストーリー
ある事件を追う女刑事（加藤夏希）が、個性豊かな住人を相手にキキコミを行ないながら、犯人の手がかりを追う。
毎回、玄関付近で行われる2人だけの会話劇が展開されていく。

## 出演
- アオヤマ マドカ：加藤夏希
- ゴウダ ヒロシ：升毅（第1話）
- スズキ ナオキ：山本耕史（第2話）
- ワタナベ トミ：京田尚子（第3話）
- タカハシ コウイチロウ：北村有起哉（第4話）
- キョウモトサン：京本政樹（第5話）
- タナカ トモコ：霧島れいか（第6話）
- コバヤシ テッペイ：岡本拓朗（第7話）
- ナカムラ マユミ：川俣しのぶ（第8話）
- ドロボウ：片桐仁（第9話）
- ヤマモト ミホ：黒川芽以（第10話）
- トドロキ リョウスケ：ムロツヨシ（第11話）
- サトウ ケンイチ：市川しんぺー（第12話）
- イトウ マサミ：後藤邑子
- 若い刑事：松田賢二
- ベテラン刑事：清水宏
- アックン：兒玉宣勝（第10話）
- 酒屋の若旦那：中村獅童（第12話）
- マロン：松代

## スタッフ
- 監督・脚本：西田征史
- 製作：喜多代志朗
- プロデューサー：吉岡 和彦/澁谷 利秀
- 音楽：こばやしたつや

## 製作・著作
ニフティ

## 企画・制作
NHKエンタープライズ

## 制作
クリエーターカノックス